# Урош Брегар
Урош Брегар (22. фебруар 1979) словеначки је рукометни тренер. Тренутно је тренер Шиофока и селектор репрезентације Србије.
Предводио је Словенију на три Европска и два Светска првенства.